# Giovanni Benincasa (architetto)
Giovanni Benincasa (fl. XVI secolo) è stato un architetto italiano.

## Biografia
Architetto di origini senesi, poco si conosce sulla sua attività: lavorò insieme a Ferdinando Manlio alla costruzione del Palazzo Vicereale di Napoli.